# 小笒
小笒是小型竹製長笛器樂，也是朝鮮民族傳統樂器之一。它與中笒類似，體形更小，沒有笛膜，因而聲響更為清脆利落。古時廣泛用於宮廷上、貴族之間以及民間音樂中，現通常只用於古典音樂，流行音樂以及為電影配樂。